# Arlecchino o las ventanas
Arlecchino o las ventanas (título original en alemán, Arlecchino, oder Die Fenster), BV 270) es una ópera en un acto con diálogo hablado de Ferruccio Busoni, con un libreto en alemán escrito por el compositor en 1913. Terminó la música para la ópera mientras vivía en Zúrich en 1916. Es una ópera de cámara escrita en estilo neoclásico e incluye alusiones irónicas a convenciones operísticas y situaciones típicas de final del XVIII y principios del XIX. Incluso incluye una parodia de un duelo.

## Historia de las representaciones
El estreno tuvo lugar el 11 de mayo de 1917 en el Teatro de ópera de Zúrich (Stadttheater). La ópera en dos actos, Turandot, fue también interpretado en el programa como parte de un programa doble. La primera interpretación británica de Arlecchino fue en 1954 en Glyndebourne.
Esta ópera rara vez se representa en la actualidad; en las estadísticas de Operabase Archivado el 14 de mayo de 2017 en Wayback Machine. aparece con sólo 5 representaciones en el período 2005-2010.

## Antecedentes
La ópera es en cuatro movimientos con una representación de Arlecchino en cada una de ellas:
I. ARLECCHINO als Schalk [Arlecchino como Rogue] (Allegro molto)
II. ARLECCHINO als Kriegsmann [Arlecchino como Guerrero] (Allegro assai, ma marziale)
III. ARLECCHINO als Ehemann [Arlecchino como Esposo] (Tempo di minuetto sostenuto)
IV. ARLECCHINO als Sieger [Arlecchino como Conquistador] (Allegretto sostenuto)
Los papeles en Arlecchino proceden de la commedia dell'arte italiana. De manera muy inusual, el rol titular de Arlecchino es ante todo un papel hablado. El compositor ha dicho que Arlecchino "tiene una tendencia a la ambigüedad e hipérbole para situar momentáneamente al oyente en una posición de ligera duda." Ronald Stevenson la ha descrito como una "anti-opera," y una "sátira antibelicista."
Guido Gatti ha comentado que la ópera en sí ilustra las propias ideas de Busoni sobre la ópera como algo que no representa "acontecimientos realistas," y también usando la música de manera no continua, sino cuando se necesita y las palabras por sí son insuficientes para transmitir las ideas del texto. Larry Sitsky describe la música como "estrechamente integrada" y "ampliamente basada en la 'fila' [de tonos] que aparece como una fanfarria a comienzos de la ópera." Henry Cowell ha caracterizado esta composición como "la única ópera que traiciona el conocimiento del primer estilo de Schönberg antes de Wozzeck."
Debido a que Arlecchino era demasiado breve para un acontecimiento de una tarde, Busoni compuso su ópera en dos actos Turandot para servir como obra de acompañamiento.

## Personajes
| Personajes                                           | Tesitura      | Elenco del estreno, 11 de mayo de 1917 (Director: Ferruccio Busoni) |
| ---------------------------------------------------- | ------------- | ------------------------------------------------------------------- |
| Ser Matteo del Sarto, maestro sastre                 | barítono      | Wilhelm Bockholt                                                    |
| Abbate Cospicuo                                      | barítono      | Augustus Milner                                                     |
| Doctor Bombasto                                      | bajo          | Henrich Kuhn                                                        |
| Arlecchino                                           | papel hablado | Alexander Moissi                                                    |
| Leandro, caballero                                   | tenor         | Eduard Grunert                                                      |
| Annunziata, esposa de Matteo                         | papel mudo    | Ilse Ewaldt                                                         |
| Colombina, esposa de Arlecchino                      | mezzosoprano  | Käthe Wenck                                                         |
| Dos constables                                       | papeles mudos | Alfons Gorski, Karl Hermann                                         |
| Silenciosos: cartero, gente en las ventanas, un asno |               |                                                                     |

## Grabaciones
Busoni: Arlecchino & Turandot - Coro y Orquesta de la Ópera de Lyon
- Director: Kent Nagano
- Principales cantantes: Ernst Theo Richter (Arlecchino); Suzanne Mentzer (Colombina); Thomas Mohr (Ser Matteo del Sarto); Wolfgang Holzmair (Abbate Cospicuo); Philippe Huttenlocher (Dottor Bombasto); Stefan Dahlberg (Leandro)
- Sello discográfico: Virgin Classics VCD7 59313-2 (2 cedés)

Busoni: Arlecchino - Orquesta Sinfónica de la Radio de Berlín
- Director: Gerd Albrecht
- Principales cantantes: Peter Matič (Arlecchino, hablado)/Robert Wörle (Arlecchino, cantado); René Pape (Ser Matteo del Sarto); Siegfried Lorenz (Abbate Cospicuo); Peter Lika (Dottor Bombasto); Robert Wörle (Leandro); Marcia Bellamy (Colombina, cantado)/Katharina Koschny (Colombina, hablado)
- Sello discográfico: Capriccio 60 038-1 (1 cedé)

## Partitura
- «Arlecchino» en el Proyecto Biblioteca Internacional de Partituras Musicales (IMSLP).